# András Ádám-Stolpa
András Ádám-Stolpa est un joueur hongrois de tennis.

## Palmarès
- Internationaux de France (Roland Garros) : quart de finale en 1947